# Baktryty
Baktryty (Bactritida) – wymarły rząd łodzikowców (gromada: głowonogi), żyjących od wczesnego dewonu do triasu.
Baktryty charakteryzowały się prostą konoteką (muszlą) o względnie małej zaokrąglonej komorze embrionalnej oraz cienką rurką syfonalną, położoną po stronie brzusznej. Uważa się je za bezpośrednich przodków amonitów oraz płaszczoobrosłych – belemnitów.